# Marguerite de Savoie (1420-1479)
Pour les articles homonymes, voir Marguerite de Savoie.
Marguerite de Savoie, née le 7 août 1420 ou 1421 à Morges et morte le 30 novembre 1479, Stuttgart), fut duchesse d'Anjou, comtesse du Maine et de Provence, reine consort de Naples et de Jérusalem titulaire puis électrice palatine et enfin comtesse de Wurtemberg. Elle était fille du duc Amédée VIII de Savoie et de Marie de Bourgogne. Par la suite son père devint antipape sous le nom de Félix V entre 1439 et 1449.

## Biographie
Marguerite naît le 7 août 1420, ou 1421, selon les historiens, au château de Morges (Pays de Vaud),. Elle est la fille du duc Amédée VIII de Savoie et de Marie de Bourgogne, fille de Philippe le Hardi, duc de Bourgogne,. D'après les recherches de la reine Marie-José de Belgique, auteur d'un ouvrage sur la maison de Savoie, elle aurait été décrite comme « peut être la plus jolie et la plus brillante [voire] la préférée » des filles du duc. Selon Samuel Guichenon, elle porterait le surnom de « la Jeune », pour la distinguer d'une sœur aînée décédée quelques années auparavant (1418).
Elle est mariée, à Thonon, au duc Louis III d'Anjou (†1434). Les années du mariage varient, les historiens donnent ainsi le 31 août 1431, voire l'année 1434. L'archiviste paléographe, Max Bruchet, reprenant la tradition donnée par Guichenon, indique qu'il s'agit d'un mariage par « contrat daté de Thonon du 22 juillet 1431 ». Guichenon précise que le contrat est finalisé l'année suivante au mois d'août. Par ce mariage, elle devient comtesse de Provence et reine titulaire de Naples. Ils n'eurent pas d'enfants, car son mari contracta la malaria peu après son mariage et en meurt le 12 novembre 1434 à Cosenza en Calabre.
Veuve, elle épousa le 18 octobre 1445 (Bruchet donne l'année 1455) à l'église du Saint-Esprit à Heidelberg Louis IV, prince-électeur du Palatinat († le 13 août 1449), un fils de Mathilde de Savoie. De cette union naquit Philippe Ier du Palatinat, comte palatin du Rhin.
De nouveau veuve, elle épousa en 1453 le comte Ulrich V de Wurtemberg dit « le bien-aimé », à Heidelberg, dont elle eut trois filles. Elle est morte le 30 novembre 1479 et a été enterrée dans l'église collégiale de Stuttgart.
Marguerite avait un grand intérêt pour la littérature. On lui a offert des manuscrits, elle en a  acheté et commandé. Ainsi l'atelier de Ludwig Henfflin, probablement situé à Stuttgart, a travaillé pour elle de 1470 à 1479. Neuf de ces manuscrits écrits en allemand et conçus selon ses désirs sont conservés actuellement à l'université d'Heidelberg et sont accessibles en ligne. Ils arrivèrent dans cette ville comme héritage de son fils, Philippe Ier du palatinat. Ces livres illustrés sont Sigenot, Lohengrin, Frédéric de Souabe, Die Heidin (la païenne), Pontus und Sidonia (Ponthus et la belle Sidoyne), Herpin (la chanson de Lion de Bourges) de Elisabeth von Nassau-Saarbrücken, Der Ackermann von Böhmen (Le paysan de Bohême) de Johannes von Tepl et une bible en trois volumes.

## Enfants
Avec Louis IV du Palatinat
- Philippe (* 14 juillet 1448; † 28 février 1508), prince-électeur du Palatinat

Avec Ulrich V de Württemberg
- Helene (* après 1453; † 19 février 1506), mariée au comte  Kraft VI. von Hohenlohe.
- Margarethe (* après 1453; † 21 avril 1470), mariée le 23 avril 1469 avec le comte Philipp von Eppstein-Königstein.
- Philippine (*  après 1453; † 4 juin 1475 à Weert), mariée au comte Jakob II. von Horn.